# Vincent R. Capodanno
Vincent Robert Capodanno (13 tháng 2 năm 1929 - 4 tháng 9 năm 1967) là một linh mục tuyên úy của Quân đội Hoa Kỳ đã hy sinh trong Chiến tranh Việt Nam. Ông được truy tặng huân chương quân sự cao quý nhất của Hoa Kỳ, Huân chương Danh dự, cho những hoạt động Tuyên úy trong cuộc chiến của Hoa kỳ tại Việt Nam. Linh mục Capodanno đã được tuyên bố là "tôi tớ Chúa" từ năm 2006 bởi bộ Phong Thánh do lời yêu cầu của Tổng Giám mục Edwin O'Brien, người đứng đầu Tổng giáo phận quân đội. Sau đó Tổng Giám mục Broglio, người kế nhiệm cố Giám mục Edwin O'Brien đã mở án phong thánh cho linh mục Capodanno vào năm 2013.